# Léa Fazer

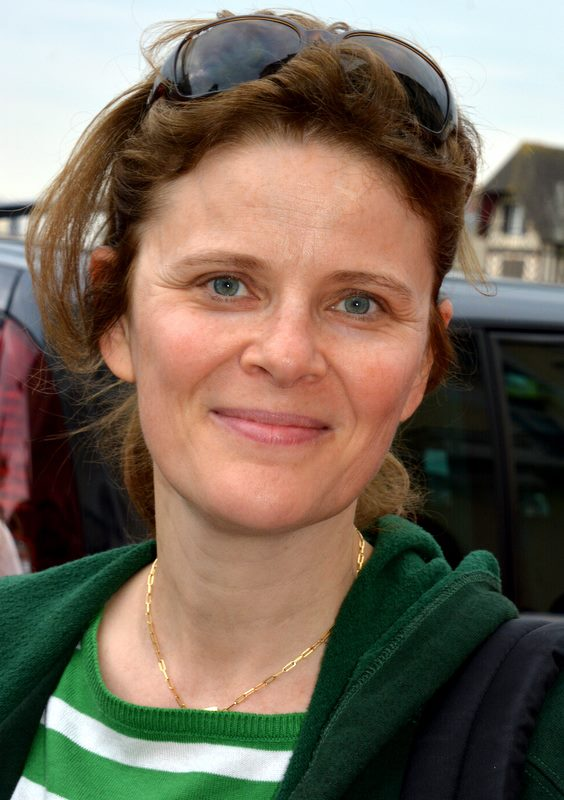
Lea Fazer (2014)

Léa Fazer (geboren am 20. April 1965 in Genf) ist eine Schweizer Filmregisseurin, Drehbuchautorin und Schauspielerin und bekannt für Maestro (2014), Welcome to Switzerland (2004) und Sacha (2021).

## Leben
Fazer studierte Film an der Universität Paris Diderot. Nach ihrem Studium-Abschluss begann sie damit, Theaterstücke zu schreiben und zu inszenieren sowie für das Fernsehen zu schreiben, bevor sie sich auf die Regie von Spielfilmen konzentrierte. Im Jahr 2004 führte sie Regie bei der Komödie Bienvenue en Suisse (Willkommen in der Schweiz), die in der Kategorie Un Certain Regard an den Filmfestspielen von Cannes präsentiert wurde. Es folgten weitere Filme wie Notre Univers Impitoyable (2007), Cookie (2013) und Maestro (2014), wobei letzterer als Hommage an ihren Lieblingsschauspieler Jocelyn Quivrin gedacht war und Michael Lonsdale in der Hauptrolle besetzte.
Ihre Filme wurden alle in Frankreich produziert. Bei einigen ihrer Filme schrieb sie nicht nur das Drehbuch, sondern wirkte zudem auch noch als Regisseurin und als Schauspielerin.
Ihre neueste Arbeit ist die Regie von Sacha (2021), ihrer ersten Serie.

## Filmographie
- 2004: Bienvenue en Suisse
- 2008: Notre univers impitoyable
- 2008: Bientôt j’arrête (Kurzfilm)
- 2008: Bientôt j’arrête
- 2010: Ensemble, c’est trop
- 2013: Cookie
- 2014: Maestro
- 2015: Mystère à la Tour Eiffel (Fernsehfilm)
- 2015: Mystère à l’Opéra (Fernsehfilm)
- 2016: Nadia (Fernsehfilm)
- 2017: Mystère au Louvre (Fernsehfilm)
- 2018: Mystère à la Sorbonne (Fernsehfilm)
- 2021: Sacha (Fernsehserie)